# Alf (série télévisée)
Pour les articles homonymes, voir Alf.
Alf est une série télévisée américaine en 102 épisodes de 25 minutes, créée par Paul Fusco et Tom Patchett et diffusée entre le 22 septembre 1986 et le 24 mars 1990 sur le réseau NBC.
En France, la série a été diffusée à partir du 18 mars 1988 sur Antenne 2. Rediffusion dans l'émission Giga à partir du 19 février 1990 sur Antenne 2. Diffusion de la saison 4 en novembre 1990 dans l'émission Éric et Toi et Moi sur Antenne 2. Rediffusion dans l'émission Debout les petits bouts de 1991 à 1993 sur Antenne 2 puis France 2. Rediffusion du 29 avril 1996 au 4 janvier 2002 sur La Cinquième. Puis sur RTL TV, Canal Jimmy, Monté-Carlo TMC, TF6, RTL9 et M6 dès septembre 2003 puis Sci Fi et Comédie puis aussi sur France 5 dans Zouzous du 15 octobre au 16 novembre 2012. En Belgique, la série a été diffusée sur RTL-TVI dès 1987 ; au Luxembourg et en Lorraine la série a été diffusée sur RTL Télévision à partir de décembre 1986, et au Québec à partir du 9 septembre 1988 sur le réseau TVA. Et de nouveau rediffusée du 1er juillet 2024 au 1er décembre 2024, sur Gulli et sur M6+, entre le 9 décembre 2024 et le 7 février 2025 sur AB1, et de nouveau sur Gulli à partir du 6 juillet 2025.

## Synopsis
Gordon Shumway est un extraterrestre qui mesure 83 cm. À la suite de l'explosion nucléaire de sa planète Melmac, il erre pendant un an dans l'espace avant de s'écraser à Los Angeles chez les Tanner, une famille de banlieusards américains sans histoire.
Gordon se trouvant alors dans l'incapacité de réparer son vaisseau, les Tanner, qui le surnomment Alf (acronyme de Alien Life Form, anglais pour « Forme de vie étrangère »), acceptent de l'héberger « pour un moment », en fait à vie. Les Tanner vont devoir cacher Alf aux yeux de tous, pour éviter que ce petit être poilu ne devienne un animal de laboratoire. Mais Alf veut comprendre tout ce qui se passe sur sa nouvelle planète et cela chamboule entièrement la vie des Tanner. Ces derniers vont vite comprendre que le cacher n'est pas chose facile, mais sa gentillesse et son ignorance des coutumes terriennes le rendent attachant, en dépit de ses idées loufoques (telles que vouloir manger des chats, un plat réputé de choix sur Melmac) qui entraînent régulièrement la famille dans des situations compliquées, voire dangereuses contre Alf.
La famille ne peut pas supporter ses envahissants voisins Trevor et Raquel Ochmonek, en particulier Alf, qui trouve Trevor vulgaire et légèrement débile. Il apparaît souvent lorsqu' Alf a fait une bourde. Raquel est la version féminine de son mari Trevor. Son côté fouineur met souvent en péril la vie cachée d'Alf.

## Distribution
- Paul Fusco (VF : Roger Carel) : Gordon Shumway alias Alf
- Max Wright (VF : Gérard Hernandez) : William « Willy » Tanner
- Anne Schedeen (VF : Julia Dancourt) : Katherine « Kate » Daphne Halligan Tanner
- Andrea Elson (VF : Virginie Ogouz) : Lynn Tanner
- Benji Gregory (VF : Maryse Meryl puis Brigitte Lecordier, Jackie Berger (voix de remplacement saison 3 épisode 19)) : Brian Tanner
- Charles Nickerson : Eric, le bébé des Tanner (saison 4)
- Anne Meara : Dorothy Halligan, la mère de Kate
- Paul Dooley : Whizzer Deever, voisin de Dorothy qui deviendra son mari
- Jim J. Bullock (VF : Patrick Préjean) : Neal Tanner, frère de Willy (saison 4)
- Liz Sheridan (VF : Jane Val) : Raquel Ochmonek
- John LaMotta (VF : Michel Barbey) : Trevor Ochmonek
- Josh Blake (VF : Mathias Kozlowski, Emmanuel Curtil puis Hervé Rey) : Jack Ochmonek, le neveu des Ochmonek (saisons 2 et 3)
- Bill Daily : Larry, le psychologue de Alf
- Andrea Covell : Jody, la copine aveugle de Alf
- Melissa Francis : Miss Williams
- Judith-Marie Bergan (en) : Marilyn Geiser
- Charles Dougherty : Phil
- David Alan Grier : Agent du FBI no 1
- Kenneth Tigar : Agent du FBI no 2
- Bob Bancroft : Willie no 1
- Aaron Lustig : Willie no 2
- Rob Neukirch : Howard
- Dale Raoul : Rita
- Marcia Firestein : Betsy
- Joe Mays : Ron
- Fran Bennett (en) : Mme Watson
- Timothy Stack : Jim
- Dan Gilvezan : Harry
- Jonathan Schmock : Rex
- Alex Henteloff (en) : Mr Rasmussen
- Dean Cameron (en) : Robert Sherwood
- Ted Raimi : Julius
- Shirley Prestia (en) : Delores
- Henry G. Sanders : George
- Casey Kasem : lui-même
- John Pinette (en) : Howie Anderson
- Keri Houlihan : Tiffany (Alf Special Christmas).

 Source et légende : version française (VF) sur RS Doublage

## Épisodes

### Première saison (1986-1987)
1. Le Visiteur inconnu (A.L.F.) - Résumé : Une nuit ordinaire pour la famille Tanner tourne à l'étrange lorsque Willie, le père, va dans le garage avec son fils Brian et sa fille Lynn, qui tient leur chat Lucky. Soudain, un bruit fort se fait entendre, suivi d'un vaisseau spatial s'écrasant sur leur toit. À l'intérieur, ils trouvent une petite créature poilue avec un gros nez que Willie surnomme ALF. ALF se réveille et commence à parler, demandant s'il peut réparer son vaisseau et s'il peut manger le chat, ce à quoi toute la famille répond non.
2. La nuit, tous les Alf sont gris (Strangers in the Night) - Résumé : ALF doit rester dans la chambre de Willie et Kate pendant que leur voisine, Raquel Ochmonek, surveille Brian. Raquel, effrayée par un film d'horreur, appelle constamment son mari Trevor. ALF en profite pour commander une pizza et sort par la fenêtre pour la récupérer. Il revient déguisé en Kate et fait fuir un voleur entré par la fenêtre, ce qui effraie Raquel.
3. Bien malin qui pourra le dire (Looking for Lucky) - Résumé : Seul à la maison, ALF fait des dégâts et mange presque tout, sauf le chat Lucky. La famille croit qu'ALF a mangé Lucky lorsqu'il recrache une boule de poils. ALF part alors à la recherche de Lucky pour prouver son innocence.
4. Raccrochez, c'est une erreur (Pennsylvania 6.5000) - Résumé : En entendant une émission à la télévision, ALF appelle le président. Le FBI arrête Willie, mais ALF rappelle le président pour aider Willie. Brian se fait passer pour ALF pour aider son père lorsque le FBI revient.
5. Question de confiance (Keepin' the Faith) - Résumé : Pour aider la famille financièrement, ALF trouve un travail dans la vente de produits de beauté avec Terry.
6. Pour tes beaux yeux (For Your Eyes Only) - Résumé : ALF se sent seul et commence à téléphoner à Judy, une jeune femme aveugle. Malgré l'opposition de Kate et Willie, Lynn aide ALF à rencontrer Judy.
7. Au secours ! (Help Me Rhonda) - Résumé : ALF a le mal du pays et veut retourner chez lui. Willie essaie de contacter les amis d'ALF. Grâce à Skype, il réussit à joindre Rhonda, la fiancée d'ALF, qui lui propose de revenir avec elle. ALF devra décider s'il retourne chez lui ou non.
8. Adieu tristesse (Don't It Make My Brown Eyes Blue) - Résumé : ALF tombe amoureux de Lynn et lui écrit une chanson.
9. Le Grand Saut (Jump) - Résumé : Willie, en pleine crise de la quarantaine, voit les anciens copains de sa femme réussir et décide de sauter en parachute pour se prouver quelque chose. Va-t-il sauter ?
10. Gare à ma voiture ! (Baby You Can Drive My Car) - Résumé : Les Tanner veulent acheter une voiture pour Lynn, à condition qu'elle trouve un petit boulot. ALF, pensant que l'or vaut beaucoup, vend des parties de son vaisseau pour acheter une Ferrari à Lynn.
11. C’est reparti ! (On the Road Again) - Résumé : Pour les vacances, les Tanner louent un mobile-home. Les jours de pluie n'arrangent pas l'ennui général.
12. Oh, quelle fête ! (Oh, Tannerbaum) - Résumé : C'est Noël et ALF ne connaît rien à cette fête. Il coupe l'arbre de Noël par erreur. Willie oublie d'aller chercher un arbre, et pour faire plaisir à ALF, il va en couper un pour qu'ALF puisse voir de la neige.
13. La réunion (Mother and Child Reunion) - Résumé : Dorothy, la mère de Kate, arrive chez sa fille. Après quelques jours, ALF, fatigué de rester caché, se présente à Dorothy.
14. N’en faisons pas un drame (A Little Bit of Soap) - Résumé : Dorothy, toujours chez sa fille, trouve des excuses pour ne pas partir. ALF écrit un scénario pour une série télé, en s'inspirant de Kate et Dorothy.
15. Changement d’attitude (I've Got a New Attitude) - Résumé : Dorothy déménage et rencontre un homme nommé Wisher, mais elle refuse ses avances. ALF lui fait croire qu'il peut parler à son mari décédé.
16. Les Souvenirs - 1re partie (Try to Remember - Part 1) - Résumé : ALF reçoit un choc électrique et oublie qui il est, se prenant pour un agent d'assurance. La famille Tanner essaie de lui rappeler qu'il est un extraterrestre.
17. Les Souvenirs - 2e partie (Try to Remember - Part 2) - Résumé : La famille Tanner continue d'essayer de rappeler à ALF son identité. Cet épisode était initialement un épisode spécial de 48 minutes, mais il a été scindé en deux pour la syndication. Les DVD proposent la version originale. Toutefois, exceptionnellement, sur Gulli, l'épisode sera diffusé le 29 septembre 2024 sous sa version originale de 48 minutes.
18. Ça c’est une chanson ! (Border Song) - Résumé : Willie ramène un petit garçon chez lui, et ALF l'aide à faire du jardinage.
19. Pas de panique (Wild Thing) - Résumé : ALF demande à Willie de construire une cage car il craint de perdre la tête et de manger le chat pendant une pleine lune.
20. Les Idées claires (Going Out of My Head Over You) - Résumé : Willie ne supporte plus les bêtises d'ALF et demande de l'aide au psychologue Larry.
21. Par la fenêtre (Look Through Any Window) - Résumé : ALF, en regardant par la fenêtre, croit que Monsieur Ochmonek a tué Madame Ochmonek.
22. C’est dur la vie ! (It Isn't Easy... Bein' Green) - Résumé : Brian doit faire un spectacle à l'école mais a peur d'y aller. ALF le rassure en lui donnant un porte-bonheur.
23. Quel joueur ! (The Gambler) - Résumé : ALF parie sur des courses de chevaux et perd une grosse somme d'argent.
24. Vive la science (Weird Science) - Résumé : ALF veut que Brian présente deux planètes nommées Avil et Avinette pour un devoir, mais l'école refuse.
25. La Cucaracha (La Cuckaracha) - Résumé : ALF découvre un cafard aux yeux bleus dans un paquet provenant de son vaisseau. Kate essaie de le tuer avec un produit chimique, mais le cafard grandit jusqu'à 30 cm. Willie essaie de le tuer aussi, ce qui le fait grandir encore plus.
26. Et si on volait ? (Come Fly With Me) - Résumé : ALF veut passer un week-end dans un hôtel avec de nombreuses activités, mais Willie refuse de faire 7 heures de route. Monsieur Ochmonek propose d'amener la famille en avion en une heure. ALF, ne voulant pas rester seul, se cache dans la valise de Kate.

### Deuxième saison (1987-1988)
1. La Grande Tentative (Working My Way Back to You) - Résumé : Kate commence à en avoir marre des bêtises d'ALF et surtout de ce qu'il casse dans la maison. Elle lui ordonne de vivre dans le garage. ALF propose un marché à Kate : s'il peut revenir dans la maison, il se tiendra bien. ALF tente de se transformer en majordome pour prouver sa bonne volonté.
2. La Grande Ballade (Somewhere Over the Rerun) - Résumé : ALF est fan de la série "L'île enchantée" et transforme le jardin en petit lagon. Willie veut récupérer son jardin et demande à ALF de lui rendre son espace. ALF s'endort et rêve qu'il est sur l'île enchantée.
3. Regardez-moi bien (Take a Look at Me Now) - Résumé : Raquel Ochmonek et ALF se voient par accident dans le jardin. Raquel en parle à tout le monde et finit par passer à la télévision, mais tout le monde se moque d'elle. Elle ne veut plus sortir de chez elle. ALF va l'aider à reprendre goût à la vie.
4. Les Cloches (Wedding Bell Blues) - Résumé : ALF apprend que ses parents se sont mariés avant de l'avoir eu et commence à déprimer. Pendant la nuit, ALF prend la fuite et se réfugie dans un monastère.
5. La Bonne Heure (Prime Time) - Résumé : Les Tanner acceptent un décodeur pour chaque numéro de chaîne. ALF devient accro à une chaîne de soirée animée par Paul Ca!. Mais la chaîne est sur le point de disparaître. ALF fait tout pour augmenter les audiences.
6. Quelle soirée grandiose ! (Some Enchanted Evening) - Résumé : ALF demande aux invités de Kate et Willie, qui organisent une fête pour Halloween, de se déguiser afin qu'il puisse se joindre à eux.
7. Oh ! Quelle créature de rêve (Old Pretty Woman) - Résumé : Lors d'une soirée, Lynn se sent moins belle qu'une autre fille que tout le monde trouve superbe. ALF pense que Lynn se trouve laide et l'inscrit à un concours de beauté pour lui redonner confiance en elle.
8. Tiens, un problème (Something’s Wrong With Me) - Résumé : Dorothy et Whister vont bientôt se marier chez Kate, mais ALF a un horrible hoquet qui pourrait gâcher le mariage.
9. Le Train de nuit (Night Train) - Résumé : ALF raconte ses aventures à Willie et Lynn. Willie raconte qu'il a vécu une belle aventure dans sa jeunesse en montant dans un train sans payer. ALF veut voir de près un vrai train et supplie Willie de l'emmener. Ils montent ensemble dans un train pour vivre une aventure.
10. C’est pas romantique ça ! (Isn’t it Romantic) - Résumé : ALF croit que Kate et Willie vont divorcer et organise une seconde lune de miel pour raviver leur romance.
11. Taillaud, taillaud ! (Hail to the Chief) - Résumé : Kate fait des rêves de politique et chaque fois qu'elle se réveille, ALF est là pour lui poser des questions sur ses rêves.
12. ALF spécial Noël - 1re partie (ALF's Special Christmas - Part 1) - Résumé : Les Tanner passent les vacances de Noël dans un chalet isolé. ALF a déballé les cadeaux de tout le monde et mis son nom dessus. Le propriétaire, Monsieur Foller, arrive pour dire bonjour et explique qu'il va apporter des jouets aux enfants malades de l'hôpital. ALF se cache dans la camionnette pour trouver d'autres cadeaux pour la famille. Il se retrouve dans un hôpital  où monsieur Folley, en costume de Père Noël, distribue des cadeaux. ALF rencontre Tiffany, une jeune fille malade, et commence à parler avec elle. Quand Tiffany veut lui mettre des boucles d'oreilles, ALF lui dit la vérité sur son origine. ALF entend le médecin dire que Tiffany va bientôt mourir, il retourne vite lui dire au revoir et joyeux Noël. En partant, ALF aide une femme enceinte à accoucher d'une petite fille qu'elle appelle Tiffany. ALF aide ensuite Monsieur Foller, qui veut se suicider après le décès de sa femme.
13. ALF spécial Noël - 2e partie (ALF's Special Christmas - Part 2) - Résumé : Cet épisode de Noël est initialement un épisode spécial de 44 minutes. Le DVD respecte ce format. Les deux parties sont fusionnées, et les génériques entre les épisodes sont supprimés.
14. Le Voisin (The Boy Next Door) - Résumé : Jack Ochmonek, le neveu de Raquel et Trevor, arrive pour vivre quelque temps chez sa tante et son oncle. ALF se cache normalement dans le garage, mais Jack a l'intention de voler des objets. ALF surprend Jack, qui prend peur, mais ils commencent rapidement à parler.
15. On demande un témoin (Can I Get a Witness?) - Résumé : ALF joue seul dans le jardin au football et envoie le ballon chez les voisins sans casser la fenêtre. Raquel accuse Brian d'avoir cassé la grande vitre. Willie et Kate accusent ALF, mais celui-ci veut prouver son innocence et demande un jugement juste.
16. Pardon, tonton Albert (We’re So Sorry, Uncle Albert) - Résumé : L'oncle Albert arrive pour deux jours et ALF doit rester dans une tente dans le jardin. Kate part faire des courses, laissant l'oncle Albert seul. Ce dernier entend du bruit dans la tente, voit ALF et meurt de peur.
17. Quelqu’un à mes côtés - 1re partie (Someone To Watch Over Me - Part 1) - Résumé : Raquel Ochmonek et les voisins se font voler chez eux. Pour protéger le quartier, une communauté de surveillance est organisée et Willie devient sentinelle. ALF veut participer et appelle souvent les voisins avec des noms rigolos et la police pour rien. En regardant une vidéo, il voit un voleur chez les Ochmonek et appelle tout le monde. Personne ne l'écoute, il se rend seul sur place mais la police arrive trop tard pour arrêter le voleur. ALF parvient à sortir en sécurité.
18. Quelqu’un à mes côtés - 2e partie (Someone To Watch Over Me - Part 2) - Résumé : ALF, coincé chez les Ochmonek, dit n'importe quoi par la fenêtre et prétend qu'il tient des otages. Finalement, Willie rentre en courant dans la maison pour essayer de trouver une solution pour faire sortir ALF et convaincre la police qu'il n'y a personne en danger.
19. On ne va pas rester là (We Gotta Get Out of This Place) - Résumé : Jody, l'amie d'ALF, se retrouve sans appartement et vient vivre quelque temps chez les Tanner. ALF ne veut pas laisser Jody seule et va vivre avec elle pour l'aider.
20. Une vie de chien (You Ain’t Nothin’ But a Hound Dog) - Résumé : Brian trouve une chienne sur le chemin de l'école. Une femme se présente pour réclamer son chien, mais ce n'est pas celui que Brian a trouvé. ALF devient jaloux du chien.
21. Le Grand Coup (Hit Me With Your Best Shot) - Résumé : Brian se dispute souvent avec Bobby Duncan. ALF essaie d'expliquer l'art martial à Brian, mais Willie lui explique que se battre est mal.
22. Et si on déménageait ? (Movin’ Out) - Résumé : Willie reçoit une promotion à San Diego et la famille doit envisager de déménager.
23. Je suis ta marionnette (I’m Your Puppet) - Résumé : ALF reçoit une marionnette à laquelle il donne le nom de Pol. Pol commence à ennuyer la famille Tanner.
24. Tequila (Tequila) - Résumé : Une amie de Kate a un gros problème d'alcool et passe la nuit chez elle. En voyant ALF, elle pense que c'est un ami imaginaire qu'elle voit souvent après avoir bu.
25. Une grande famille (We Are Family) - Résumé : ALF en a marre de se cacher des yeux de tout le monde et veut se révéler au monde entier. La famille le convainc que c'est une mauvaise idée. ALF tombe en dépression et les Tanner font venir ceux qui connaissent ALF pour lui remonter le moral.
26. Projets d’avenir (Varsity Drag) - Résumé : ALF réalise que c'est lui qui empêche Lynn de faire des études. Il trouve une solution nocturne qui oblige Kate et Willie à travailler la nuit.

### Troisième saison (1988-1989)
1. Arrêtez au nom de l’amour (Stop in the Name of Love) - Résumé : Le copain de Lynn vient de la quitter et elle commence à déprimer. ALF veut l'aider et lui demande de se confier à lui. ALF demande à Lynn si elle aime un autre garçon, elle répond oui, Danny Tecre, et lui montre une photo où il est avec Donny, son cousin que Lynn trouve laid. ALF passe un coup de fil à Donny au lieu de Danny, ce qui énerve Lynn qui finit par choisir de sortir avec Donny.
2. En route pour le paradis (Stairway to Heaven) - Résumé : ALF reçoit un coup sur la tête. Avant cela, il fait le vœu de ne jamais être tombé sur le toit des Tanner. À son réveil, un ange nommé Fred vient lui réaliser son vœu et son histoire reprend depuis le début.
3. Réconciliation (Breaking Up Is Hard to Do) - Résumé : Raquel et Trevor Ochmonek se disputent et Trevor est mis dehors par Raquel. Il va s'installer chez les Tanner. ALF joue les médiateurs auprès des voisins pour aider les Ochmonek.
4. Pourquoi pas ce soir - 1re partie (Tonight, Tonight - Part 1) - Résumé : ALF est l'invité spécial d'une émission où il doit recevoir des invités. Mais au lieu de suivre le déroulement de l'émission, ALF passe des bandes de sa série, ce qui énerve le directeur qui vient le trouver.
5. Pourquoi pas ce soir - 2e partie (Tonight, Tonight - Part 2) - Résumé : ALF n'écoute rien de ce qu'on lui dit. À plusieurs reprises, on lui demande de faire passer le pape, mais il continue de passer des bandes et oublie d'inviter les invités à la dernière minute.
6. Des promesses, des promesses (Promises, Promises) - Résumé : Lynn sort avec un homme plus âgé nommé Eddie, ce que Kate et Willie désapprouvent. Lynn ment pendant une semaine sur ses sorties avec Roddy, un copain fictif, jusqu'à ce qu'une nuit, ALF la voit et lui promet de garder le secret. Mais il révèle accidentellement la vérité sur Roddy, ce qui mène à des tensions avec Lynn.
7. Et une dinde, une ! - 1re partie (Turkey in the Straw - Part 1) - Résumé : ALF a mangé la dinde de fête et aide Ed, un clochard, en lui donnant des affaires de Willie et de la nourriture. Willie part acheter une nouvelle dinde, tandis que Raquel se plaint du clochard qui traîne près des poubelles. Raquel invite toute la famille à dîner chez eux pour la fête, ce qui n'enchante guère Willie.
8. Et une dinde, une ! - 2e partie (Turkey in the Straw - Part 2) - Résumé : Ed rentre chez les Tanner pour gagner la confiance d'ALF. Au fil des échanges, il commence à avoir des regrets. L'ATE appelle souvent pour des nouvelles et finit par arriver où Ed avoue être l'extraterrestre.
9. Les Changements (Changes) - Résumé : Kate reprend le travail et Willie est mis en grève. ALF se sent seul depuis que Kate n'est plus avec lui la journée et lui téléphone presque toutes les heures. Kate explique à ALF pourquoi elle a repris son travail, et Willie et Kate apprennent une heureuse nouvelle.
10. Revers (My Back Pages) - Résumé : ALF est dans le grenier pour prendre des mesures en vue de sa nouvelle chambre et fait tomber des cartons. Willie et Kate montent et ne veulent pas qu'ALF aménage dans le grenier, mais ils y trouvent de vieux souvenirs du temps hippie. Willie rêve de cette époque et se réveille en acceptant qu'ALF aménage dans le grenier.
11. Toujours seul, évidemment ! (Alone Again, Naturally) - Résumé : ALF est fan d'un journal à fausses rumeurs jusqu'à ce qu'il lise qu'une famille de Boston héberge son cousin Clinaiseur. Willie et ALF vont à Boston et se retrouvent piégés par une folle. Après s'en être sortis, ALF déprime en réalisant qu'il est le seul Melmacien.
12. Vous croyez à la magie ? (Do You Believe in Magic) - Résumé : ALF croit que les petits tours de magie sont des vrais tours de magie lorsque Brian lui fait croire qu'il l'a transformé en lapin.
13. La Cachette (Hide Away) - Résumé : Un collègue de Willie est beaucoup trop collant et bavard, il s'invite chez Willie et finit par découvrir la vérité sur ALF, menant ce dernier à protéger la maison.
14. On n’est pas aux pièces ! (Fight Back) - Résumé : Willie a des problèmes avec sa voiture qu'il vient de faire réparer. ALF et Jake pensent que Willie se fait arnaquer et ils montent un plan pour démasquer le garagiste.
15. Des esprits soupçonneux (Suspicious Minds) - Résumé : ALF croit qu'Elvis Presley est toujours vivant lorsqu'un nouveau voisin nommé Aaron emménage à côté.
16. Une jalousie mal placée (Baby Love) - Résumé : ALF commence à être jaloux du futur bébé à naître. Un baby shower est organisé et un petit bébé est amené dans la chambre d'ALF, qui commence à éternuer et pense être allergique.
17. La Peur aux trousses (Running Scared) - Résumé : ALF reçoit un coup de fil d'un inconnu qui lui demande de l'argent en échange de ne pas révéler son existence d'extraterrestre.
18. Dans l’ombre de l’amour (Standing in the Shadows of Love) - Résumé : Lynn doit annuler sa soirée car son copain ne sera pas là, mais elle est invitée par la suite par Randy. ALF dit la vérité au copain de Lynn, qui revient pour lui dire d'aller avec lui plutôt qu'avec Randy.
19. Superstition (Superstition) - Résumé : ALF brûle le livre d'histoire de Brian et se croit maudit. Chaque fois qu'il se blesse ou qu'il arrive quelque chose, il pense être responsable. Une cérémonie bizarre est organisée où les gens doivent porter de la viande et des lunettes vertes pour conjurer le sort.
20. Amour quand tu nous tiens (Torn Between Two Lovers) - Résumé : Jake tombe amoureux d'une fille nommée Laura et ALF joue le rôle de Cyrano pour l'aider à la séduire.
21. L’Adieu à un ami (Funeral For a Friend) - Résumé : ALF reçoit une fourmilière comme animaux de compagnie, mais il les oublie devant la fenêtre et elles meurent de chaleur.
22. Qui a peur du noir ? (Don’t Be Afraid of the Dark) - Résumé : Brian a peur d'aller camper seul, surtout dans le noir. ALF a l'idée de camper dans le jardin avec Jake pour l'aider à surmonter sa peur.
23. Quelqu’un a vu ma mère ? (Have You Seen Your Mother, Baby, Standing in the Shadow) - Résumé : La mère de Jake arrive en visite pour lui demander de rentrer chez elle, révélant son grand secret à la famille Tanner.
24. Vive le muet ! (Like an Old Time Movie) - Résumé : ALF regarde des films muets et décide d'en écrire un lui-même avec l'aide de Jake, où il sera le héros.
25. La Vie à 200 à l'heure (Shake, Rattle & Roll) - Résumé : Un tremblement de terre survient et ALF panique pour l'avenir, voulant vivre chaque seconde à fond.
26. Le Bébé (Having My Baby) - Résumé : ALF énerve Kate en l'empêchant de dormir. ALF veut être présent le jour où le bébé naîtra et reste éveillé jusqu'à ce qu'il s'endorme le jour J, où le petit Eric William Tanner voit le jour.

### Quatrième saison (1989-1990)
1. Où est passé le bébé ? (Baby, Come Back) - Résumé : Kate est appelée au travail pour faire visiter une maison et n’a personne pour garder Éric, qu'elle demande à contrecœur à ALF de surveiller. ALF le garde jusqu’à ce qu’Éric pleure et ALF change ses couches et va le coucher. Entre-temps, Lynn et Brian viennent chercher Éric. Brian crie qu’on a pris le bébé, croyant qu’ALF l’a entendu. ALF revient dans la chambre et Éric n’y est plus. ALF est tracassé encore plus quand Willie rentre. Tous deux recherchent Éric, pris de panique. Où est vraiment le bébé Éric ?
2. Mensonges (Lies) - Résumé : ALF écrit sous le nom de Monsieur Univers à un journal sur les Amazones. Déçu par ce que le journal a écrit, ALF appelle pour se faire comprendre. La journaliste vient en personne avec un photographe qui va faire une photo d’ALF.
3. On recherche mort ou vif (Wanted: Dead or Alive) - Résumé : Une émission sur les criminels les plus dangereux passe à la télé. Une photo montre un portrait qui ressemble beaucoup à Willie. ALF lui pose des questions, sans réponse, et essaie de cacher Willie bizarrement. Les voisins Ochmonek regardent aussi l'émission. Trevor croit dur comme fer que c’est Willie et appelle le FBI. Willie est arrêté, et Kate croit que c’est ALF qui l’a dénoncé, mais ce n’est pas lui.
4. À nous la fortune (We’re in the Money) - Résumé : ALF joue à la bourse en ligne, gagne au début puis perd tout.
5. Mind Games (épisode inédit en France, disponible uniquement en VOST sur les DVD)
6. Drôle d’impression (Hooked on a Feeling) - Résumé : ALF commence à manger du coton et devient fou. Il se met à chanter et voit la famille chanter dans ses rêves. La famille vient l’aider avec un groupe que Willie veut rejoindre pour aider ALF. ALF révèle qu’il s'ennuie et qu’il veut retourner chez lui.
7. Il n’est pas ce que l’on croit (He Ain’t Heavy, He’s Willie’s Brother) - Résumé : Neil débarque par surprise chez Willie, son frère, qui oublie qu’ALF doit rester caché au grenier.
8. La Première Fois (The First Time Ever I Saw Your Face) - Résumé : Neil trouve un appartement mais passe son temps chez son frère, ce qui énerve Kate et surtout ALF, qui doit rester caché bien que Willie lui eût promis qu’il ne devrait plus se cacher. Willie prend la décision de présenter ALF à Neil. Neil est surpris de voir ALF et lui pose des questions. ALF ne veut pas répondre et veut passer à table.
9. Sans aucune importance (Live and Let Die) - Résumé : Le chat Lucky meurt. ALF sent qu’il a besoin de manger du chat, et appelle une annonce pour donner des chatons. ALF ne réussit pas à manger les chatons, même si Kate et la famille l’ont vu à table. ALF ne veut pas donner un chaton gris et fait croire qu’il l’a mangé. À la grande surprise, il ne l’a pas mangé et veut le garder comme un fils. Il va l'appeler Flipper.
10. Briser la glace (Break Up to Make Up) - Résumé : Pour les quatre ans d’ALF chez les Tanner, Kate va chercher sa mère qui s’est disputée avec son mari. Neil arrive déguisé en Romain. Les jeux commencent avec des devinettes de musique. ALF gagne. Puis, Wishes arrive un peu énervé contre Dorothy, veut une bière et se dirige dans la cuisine, où il tombe sur ALF.
11. Heureux ensemble (Happy Together) - Résumé : ALF se fait punir dans le grenier et ne veut pas obéir, alors il part chez Neil, ce qui rend Willie heureux. Après dix jours, Neil craque et va chez son frère pour parler. ALF revient vivre chez les Tanner et finit par être puni.
12. Une grosse fièvre (Fever) - Résumé : ALF attrape le rhume de Willie. Son rhume dure plus longtemps que celui de Willie, ce qui tracasse la famille car ALF délire totalement.
13. Vive ma fête (It’s My Party) - Résumé : Kate et Willie rendent des invitations pour les quatre ans d’ALF. Willie invite presque tout son bureau sans savoir qui est qui. Quand les invités arrivent, ALF, qui veut voir la fête de sa fenêtre, n’a qu’une envie : manger le porc.
14. Il faut les faire rire (Make ’Em Laugh) - Résumé : ALF rêve qu'il est devenu un grand comique du monde, juste basé devant un gros public, à qui il raconte d’autres blagues.
15. Un amour de glace (Love on the Rocks) - Résumé : L’ex-femme de Neil arrive et veut reprendre depuis le début. Neil se laisse d’abord avoir par la solitude de l’amour et va jusqu’à vouloir se remarier avec son ex à Las Vegas. ALF fait partie du voyage.
16. Une couleur authentique (True Colors) - Résumé : ALF se lance dans l’art de la peinture gourmande. Lynn suit aussi un cours d’art. ALF glisse son tableau dans la valise de Lynn. Le professeur le trouve d’une grande beauté. ALF commence à devenir fou de peinture.
17. Rappelez-moi un serment (Gimme That Old Time Religion)
18. L’Avenir est brillant (Future’s So Bright, I Gotta Wear Shades)
19. On a l’âge de ses artères (When I’m 64)
20. Le Marchand de sable (Mr. Sandman)
21. La Vie à 100 à l'heure (Stayin’ Alive)
22. Le Sens du rythme (Hungry Like the Wolf)
23. Soyons naturels (I Gotta Be Me)
24. Le Rideau est baissé (Consider Me Gone)

### TéléfilmOpération Alf
Le téléfilm, réalisé par Dick Lowry en 1996, clôt officiellement la série. En raison des années d'écart entre les deux programmes, les acteurs de la série ne reprennent pas leurs rôles, notamment du fait que Benji Gregory (Brian Tanner) avait grandi entretemps.
Par ailleurs, si la série tient avant tout de la comédie familiale, le téléfilm Opération Alf est plus centré sur le côté action. Toutefois, Alf n'y perd rien de sa personnalité, ni même de son humour.

### Apparitions télévisuelles
Alf a fait des apparitions dans les séries suivantes :
- Matlock dans l'épisode Une drôle de salade (saison 2 - 1987) : à la fin de l'épisode, Alf fait une apparition d'une minute.
- ALF Loves a Mystery[6] (1987 - inédit en français) : Alf raconte une histoire avec Benji Gregory, Brian Tanner de la série.
- Petite Fleur (Blossom, saison 1, épisode 8 The Geek - 1990) : la fille Peneloppe rêve d'Alf (apparition 2 minutes).
- La croisière s'amuse, la nouvelle vague dans l'épisode Vérité sous hypnose (saison 2 - 1999) : Alf est présent dans tout l'épisode.
- Beverly Hills 90210 (saison 2, épisode 13 à 20 min 27 s) : un invité du manoir à la soirée d'Halloween porte un masque d'Alf.
- Les Simpson (saison 8, épisode 10 Aux frontières du réel) : Alf fait une petite apparition.
- Mr Robot (saison 2, épisode 6) : Alf apparaît dans une hallucination d'Elliot.
- The Big Bang Theory (saison 3, épisode 17) : Dans une boîte surprise ramenée d'un vide-grenier, Howard Wolowitz trouve une peluche à l'effigie d'Alf.
- Young Sheldon (Saison 2, épisode 11) : Alf répond, dans son bureau personnel, à la lettre de Missy.
- Stargate SG-1 (Saison 6, épisode 13) : référence à la série Alf à la fin de l'épisode.

## Anecdotes
Pour les besoins du tournage, plusieurs marionnettes sont utilisées. Pour les plans larges, un acteur nain mesurant 83 cm, Mihály « Michu » Mészáros, endosse le costume dans 15 épisodes. La plupart des plans avec Alf sont tournés à l’aide d’une machinerie. Le tournage d’un épisode entier peut alors nécessiter jusqu’à 25 heures de travail, au détriment de l’équipe technique et des acteurs.
En août 2018, Warner annonce un reboot en développement d'une nouvelle série Alf.
Le compositeur du générique de la série s'appelle lui-même Alf Clausen.

## Produits dérivés

### Séries télévisées
- Du côté de chez Alf (en) (ALF: The Animated Series): série télévisée d'animation produite entre 1987 et 1989, diffusée en France à partir de 1992[9],[10].
- ALF Tales (en): série télévisée d'animation produite entre 1988 et 1989.

### Talk show
- ALF's Hit Talk Show (en) : talk show de 2004

### Jeu vidéo
- ALF sur Master System.

## Peluches, figurines
Il existe plusieurs peluche d'Alf. En novembre 2022, NECA sort une figurine articulée Alf de 15 cm, accompagnée de différents accessoires.

### DVD
- France (édité par Warner Bros.) :
  - Saison 1 : le 10 février 2010
  - Saison 2 : le 8 septembre 2010
  - Saison 3 : le 12 janvier 2011
  - Saison 4 : le 7 septembre 2011 (l'épisode "Une crise passagère" en VO pas en VF)
  - Gros coffret « Édition limitée » les 4 saisons + une petite peluche de ALF de 18 cm : sortie le 19 octobre 2011
  - Opération Alf : le 1er décembre 2004, réédité le 6 mars 2008 (chez l'éditeur Action & Communication)

Note : 4 coffret DVD avec VF et VO, avec sous-titrage français et anglais, non remastérisé mais bonne qualité d'image et de son.
- Belgique (édité par Warner Bros.) :
  - Saison 1 : le 9 septembre 2009
  - Saison 2 : avril 2010. L'épisode  de 48 minutes spécial Noël se trouve bien sur le dvd no 2 du coffret saison 2 mais n'est pas mentionné sur la jaquette.
  - Saison 3 : le 14 juillet 2010
  - Saison 4 : le 6 octobre 2010

Note : 4 coffret DVD avec VF, VO, version allemande et espagnole (sauf saison 2), sous-titres français, néerlandais et espagnol (anglais saison 2), et sous-titrage pour malentendants en anglais et allemand.
- Allemagne (édité par Warner Bros.) :
  - Saison 1 : le 4 septembre 2009
  - Saison 2 : le 11 décembre 2009
  - Saison 3 : courant 2010
  - Saison 4 : le 15 octobre 2010
  - Coffret intégrale avec les 4 saisons : décembre 2010

Note : 4 coffrets DVD, incluant les versions française, allemande, anglaise (espagnole pour la saison 1), et coffret intégral réunissant les 4 saisons, incluant la version française.

### Bandes dessinées
Alf a été repris dans plusieurs bandes dessinées, par exemple chez Marvel, Semic, Placid et Muzo Poche.

## Adaptation en long métrage
Confirmé le 9 août 2012, une adaptation au grand écran devait être réalisée par Sony Pictures Animation, à la suite de l'acquisition des droits par la société. Jordan Kerner fut choisi comme producteur du film, producteur de plusieurs adaptations de dessins animés en films, dont Inspecteur Gadget, George de la jungle et Les Schtroumpfs.
Tom Patchett, un des créateurs de la série, Kenneth Kaufman, producteur initial de la série ainsi que Paul Fusco, voix d'Alf en VO, portent le projet. Ce dernier devait prêter à nouveau sa voix à Alf en VO. Finalement, le film ne voit jamais le jour.